# Andrzej Romaniak
Andrzej Paweł Romaniak (ur. 20 września 1965 w Sanoku) – polski historyk.

## Życiorys
Syn Jadwigi (1932–2013) i Ludwika (1930–1990), nauczyciela biologii w II LO w Sanoku oraz działacza SD. W młodości uprawiał hokej na lodzie w klubie Stali Sanok trenując do kategorii młodzika. Został absolwentem I Liceum Ogólnokształcącego im. Komisji Edukacji Narodowej w Sanoku z 1984 (w tym samym roku szkołę ukończył Krzysztof Kaczmarski, także historyk, współpracujący z A. Romaniakiem). Podjął studia na Katolickim Uniwersytecie Lubelskim, które kontynuował na Wydziale Humanistycznym Wyższej Szkoły Pedagogicznej im. Komisji Edukacji Narodowej w Krakowie, gdzie uzyskał tytuł magistra.
W 1992 został adiunktem w Muzeum Historycznym w Sanoku, później kierownikiem Działu Historycznego. Komisarz wystaw poświęconych najnowszej historii Polski i Sanoka (m.in. pierwsza wystawa poświęcona 2 Pułkowi Strzelców Podhalańskich pt. „Podhalanie” 1993/1994, wystawa „Sanoczanie pod Monte Cassino”, wystawa o Sybirakach, wystawa „Polityczni 1944–1956” z przełomu kwietnia i maja 1995, poświęcona żołnierzom Samodzielnego Batalionu Operacyjnego NSZ „Zuch” Antoniego Żubryda, wystawa o sanockim gnieździe TG „Sokół” na przełomie 1999/2000). Jego specjalizacją została historia najnowsza, II wojna światowa, także w ujęciu lokalnym miasta Sanoka i ziemi sanockiej. Był m.in. redaktorem publikacji z 2000 pt. Listy z więzienia Mieczysława Przystasza z lat 1945–1954 (Mieczysław Przystasz był dalekim krewnym Andrzeja Romaniaka).
Podjął współpracę z Polskim Towarzystwem Historycznym, Oddziałem IPN w Rzeszowie. Jego publikacje ukazywały się również w czasopismach: „Tygodnik Sanocki”, „Zeszyty Historyczne WiN-u”, „Dzieje Podkarpacia”, „Rocznik Sanocki”, „Sanockie Zapiski Numizmatyczne”, „Góra Przemienienia” oraz w lokalnym portalu internetowym „eSanok”. Przystąpił do Katolickiego Stowarzyszenia „Civitas Christiana”. W 2001 zasiadł w komitecie założycielskim reaktywowanego stowarzyszenia Towarzystwa Gimnastycznego „Sokół” w Sanoku. Rozpoczął prowadzenie wykładów i seminariów nt. „Antykomunistyczne podziemie w powiecie sanockim w latach 1944–45”. Został członkiem kolegium programowego powstałej w 2008 Sanockiej Biblioteki Cyfrowej, działającej w ramach Miejskiej Biblioteki Publicznej im. Grzegorza z Sanoka w Sanoku. Był sygnatariuszem aktu założycielskiego Klubu Historycznego im. Armii Krajowej w Sanoku 14 lutego 2010 oraz został jego członkiem zarządu i wybrany wiceprezesem. Udzielił wypowiedzi autorskich w wyprodukowanych w 2016 przez Telewizję Trwam produkcjach filmowych: reportażu pt. Historia Antoniego Żubryda, filmie dokumentalnym pt. Wołyń – nierozliczone ludobójstwo.
W 1991 wstąpił do Zjednoczenia Chrześcijańsko-Narodowego, był współzałożycielem koła partii w Sanoku, dwukrotnie wybierany na członka zarządu Regionu Podkarpackiego ZChN, w tym 17 kwietnia 1994. W wyborach samorządowych 1998 uzyskał mandat radnego I kadencji Rady Powiatu Sanockiego startując jako członek ZChN z listy Akcji Wyborczej Solidarność; pełnił stanowisko przewodniczącego Komisji Kultury, Sportu i Turystyki. W wyborach samorządowych 2002 bezskutecznie ubiegał się o mandat radnego Rady Miasta Sanoka startując z listy Komitet Wyborczy Wyborców „Sanok – Rodzina – Sprawiedliwość”. Został działaczem Stowarzyszenia „Wiara – Tradycja – Rozwój”, gdzie objął funkcję skarbnika w 2006. Z jego list w wyborach samorządowych 2006 i 2010 bez powodzenia kandydował do rady powiatu sanockiego. Został pełnomocnikiem Prawicy Rzeczypospolitej na powiat sanocki. W wyborach samorządowych w 2014 bez powodzenia kandydował do Rady Powiatu Sanockiego z listy Prawa i Sprawiedliwości. W wyborach samorządowych 2018 uzyskał mandat radnego Rady Miasta Sanoka, startując z listy KWW Łączy Nas Sanok. 19 listopada 2018 został wybrany Przewodniczącym Rady Miasta Sanoka. W wyborach samorządowych w 2024 uzyskał reelekcję do RM startując ponownie z listy KWW ŁNS.
W latach 90. został kasztelanem Bractwa Rycerskiego w Sanoku. W późniejszym czasie wybrany zastępcą Przewodniczącej Rady Dzielnicy Śródmieście w Sanoku oraz wiceprezesem Zarządu Stowarzyszenia Opieki nad Starymi Cmentarzami w Sanoku.

## Publikacje
- Por. Mieczysław Kocyłowski Czarny. Byłem zastępcą Żubryda, Sanok 1999, ISBN 83-907352-8-8
- Listy z więzienia Mieczysława Przystasza z lat 1945–1954, redakcja i wprowadzenie: Andrzej Romaniak, wstęp: Danuta Przystasz; Muzeum Historyczne w Sanoku 2000, ISBN 83-913281-0-4.
- Pamiątki po 2 Pułku Strzelców Podhalańskich z Sanoka – katalog zbiorów, redakcja: Ewa Kasprzak, Wiesław Banach, Sanok 2003, ISBN 83-919305-0-5 (wydanie II w 2012)
- Kapłan wielkiej odwagi, redakcja: Andrzej Romaniak, Halina Więcek, Sanok 2004, ISBN 83-919305-6-4
- Medale, medaliony, plakiety. Katalog zbiorów, redakcja: Ewa Kasprzak, Wiesław Banach, Sanok 2005, ISBN 83-919305-8-0
- Zdzisław Peszkowski, Z grodu nad krętym Sanem w szeroki świat, opracowanie: Andrzej Romaniak, redakcja: Ewa Kasprzak, Wiesław Banach, Andrzej Romaniak, Sanok 2004, ISBN 83-919305-3-X
- Agresor – Ks. prałat Adam Sudoł w dokumentach Służby Bezpieczeństwa i Urzędu do Spraw Wyznań w latach 1957–1989, opracowanie: Krzysztof Kaczmarski i Andrzej Romaniak, Sanok 2006, ISBN 83-60380-07-4
- Historia ziemi sanockiej. Praca zbiorowa. Gdzie wspólne źródła i korzenie. Dzieje współistnienia kultur polskiej i ukraińskiej na ziemi sanockiej od średniowiecza do współczesności. Redakcja: Ewa Kasprzak, Wiesław Banach, Sanok 2006, ISBN 83-60380-05-8
- Powiat sanocki w latach 1944–1956 (praca zbiorowa), redakcja: Krzysztof Kaczmarski i Andrzej Romaniak; w tym rozdział autorski: Powstanie, działalność i likwidacja antykomunistycznego oddziału partyzanckiego NSZ pod dowództwem Antoniego Żubryda; Muzeum Historyczne w Sanoku / Instytut Pamięci Narodowej / Komisja Ścigania Zbrodni przeciwko Narodowi Polskiemu Oddział w Rzeszowie, Sanok – Rzeszów 2007, ISBN 978-83-60380-13-0
- Sanok. Fotografie archiwalne – Tom I. Katalog zbiorów, Sanok 2009, ISBN 978-83-60380-26-0
- Sanok. Fotografie archiwalne – Tom II. Wydarzenia, uroczystości, imprezy, Sanok 2011, ISBN 978-83-60380-30-7
- Sanok. Fotografie archiwalne – Tom III. Samorząd, oświata, organizacje, instytucje. Katalog zbiorów, Sanok 2018, ISBN 978-83-60380-41-3[44]
- Sanockie Zakłady Przemysłu Gumowego „Stomil” w Sanoku 1931–1991, autorzy: Józef Baszak, Andrzej Romaniak, Edward Zając, Sanok 2020, ISBN 978-83-60380-45-1 (współautor)[45]
- Sanok. Fotografie archiwalne – Tom IV. Katalog zbiorów, Sanok 2022, ISBN 978-83-60380-46-8[46]

## Nagrody i odznaczenia
- Nagroda Miasta Sanoka – dwukrotnie: 1996 w dziedzinie kultury i sztuki za rok 1995 za upowszechnianie historii regionalnej[14][47][48][49][50]; 2007 za rok 2006 wspólnie z Krzysztofem Kaczmarskim za sesję naukową i książkę pt. Powiat sanocki w latach 1944–1956[51].
- Honorowa Odznaka Sybiraka (2000, przyznana przez Związek Sybiraków)[52].
- Odznaka 70-lecia NSZ (2013, przyznana przez Związek Żołnierzy Narodowych Sił Zbrojnych)[53][54].
- Srebrna Honorowa Odznaka „Zasłużony dla Hufca ZHP Ziemi Sanockiej” (2015)[55][56][57][58].
- Złoty Krzyż Zasługi (2016, przyznany przez Prezydenta RP Andrzeja Dudę za zasługi w upowszechnianiu wiedzy o najnowszej historii Polski)[59][60].
- Medal „Pro Patria” (2016, przyznany przez Urząd do Spraw Kombatantów i Osób Represjonowanych)[61].
- Brązowa (2017)[62] i srebrna (2019)[63] odznaka honorowa TG „Sokół” w Sanoku.
- Odznaczenie Pamiątkowe „Za Zasługi dla ŚZŻAK” (2023)[64]
- Brązowy Medal Reipublicae Memoriae Meritum (2024), przyznany przez Prezesa Instytutu Pamięci Narodowej[65].